# Tolar (odrůda jablek)
Tolar (Malus domestica 'Tolar') je ovocný strom, kultivar druhu jabloň domácí z čeledi růžovitých. Plody jsou řazeny mezi podzimní odrůdy jablek, sklízí se v září, dozrává v říjnu, skladovatelné jsou do prosince.

## Historie

### Původ
Původem je z ČR, vznikla křížením odrůd 'James Grieve' a 'Cortland'.

## Vlastnosti

### Růst
Vzrůstem se odrůda řadí mezi středně bujně rostoucí. Habitus koruny stromu je kulovitý, převisající. Řez snáší dobře, letní řez vhodný. probírka plůdků je nutná jen výjimečně.

## Plodnost
Plodí záhy, průměrně a pravidelně.

## Plod
Plod je kulatý, velký. Slupka je na omak suchá, zelenožluté zbarvení je překryté líčkem růžové barvy. Dužnina je nažloutlá se sladce navinulou chutí, dobrá.

## Choroby a škůdci
Odrůda je středně odolná proti strupovitosti jabloní a středně odolná k padlí. Náchylná k rzivosti slupky.